# Andrew Fletcher
Andrew John Fletcher, noto anche con lo pseudonimo di Fletch (Nottingham, 8 luglio 1961 – Londra, 26 maggio 2022), è stato un tastierista e musicista britannico.
È noto per essere stato un membro fondatore del gruppo musicale inglese Depeche Mode, nei quali ha militato dal 1980 (anno di fondazione) fino alla sua morte, avvenuta nel 2022.
Nel 2020 è stato inserito nella Rock and Roll Hall of Fame come membro dei Depeche Mode.

## Biografia

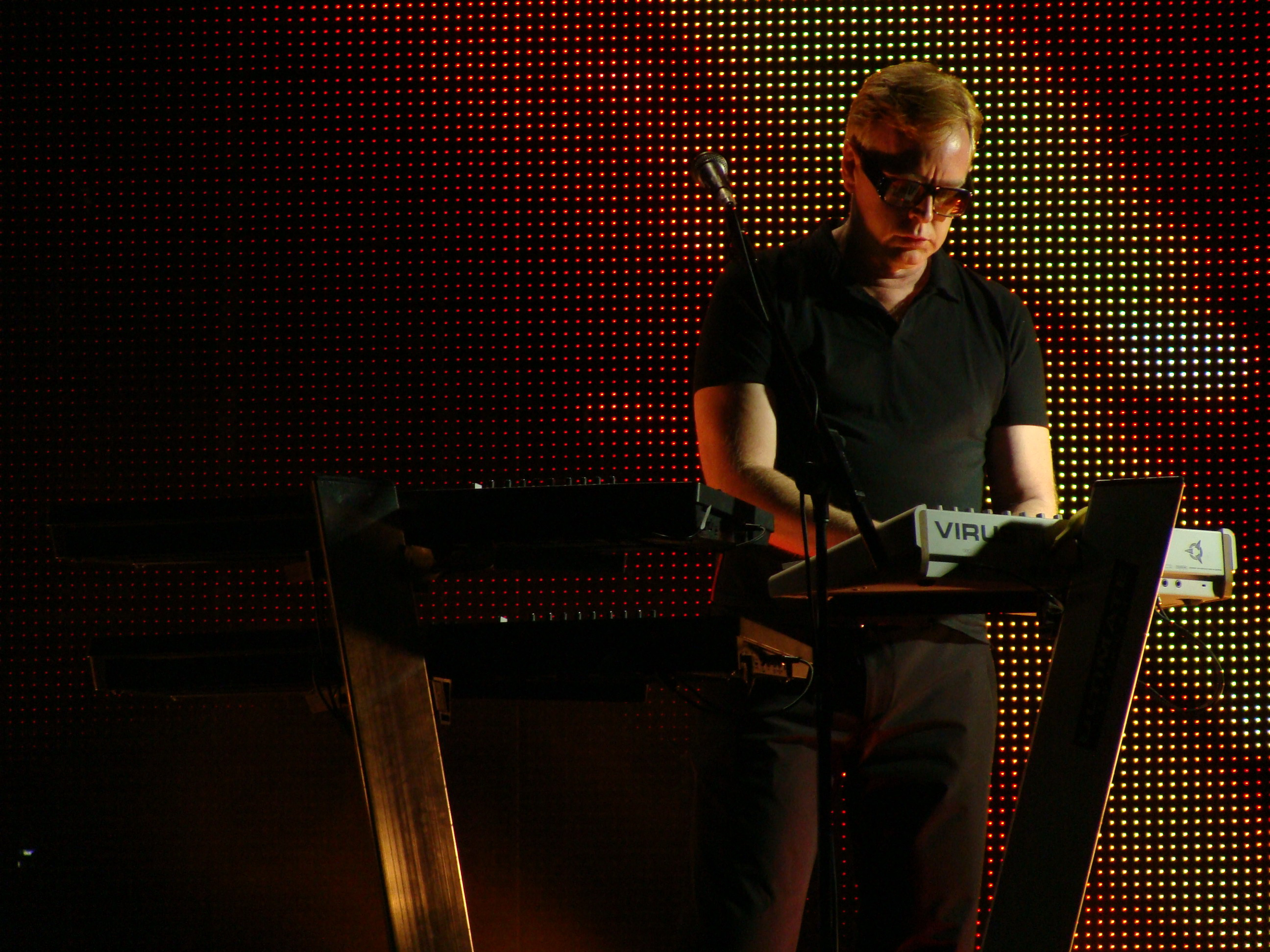
Andrew Fletcher in concerto nel 2009

Figlio di Joy e John Fletcher, ha tre sorelle minori. Nasce a Nottingham, ma si trasferisce con la famiglia a Basildon all'età di due anni. Ha fondato i Depeche Mode insieme al tastierista/percussionista Vince Clarke (inizialmente leader e mente del gruppo) suonando il basso, ma passò presto alle tastiere e ai sintetizzatori, anche se più in là continuerà a suonare il basso ma solamente in studio. Presto si uniranno alla band il tastierista/chitarrista Martin Gore (futuro leader e compositore/paroliere del gruppo) e il carismatico cantante Dave Gahan.
Sin dal nucleo originario, dall'album Speak & Spell (1981), Andrew si è spesso occupato della parte manageriale della band, e non ha mai scritto canzoni, ma partecipava comunque all'arrangiamento finale dei brani. Nel corso degli anni, è diventato produttore discografico per l'etichetta Mute, fondando agli inizi degli anni Novanta una propria etichetta chiamata "Toast Hawaii", dal nome del suo toast preferito, nonché titolo di un fantomatico album contenente cover che venne registrato solo su una cassetta, durante la produzione dell'album dei Depeche Mode Some Great Reward, a Berlino nel 1984. La Toast Hawaii ha prodotto il duo elettronico femminile "Client".
Sin dall'ingresso di Alan Wilder nei Depeche Mode nel 1982, Fletch, essendo il membro più loquace e rilassato, si è sempre occupato di essere il portavoce del gruppo, partecipando alle conferenze stampa o alle interviste legate alla promozione di un nuovo album. È stato il collante negli anni bui dei Depeche Mode, nonostante depressioni ed esaurimenti nervosi che lo colpirono durante le registrazioni degli album Violator e Songs of Faith and Devotion.
In quel periodo (1993-1995) il cantante Dave Gahan tentò il suicidio a causa dell'abuso di droghe, mentre si trovavano in California (dove il tentato suicidio è reato), Martin Gore ebbe numerosi problemi legati all'abuso di alcol, e Alan Wilder lasciò il gruppo a causa della situazione e delle crescenti tensioni con Gore e Fletcher. Quest'ultimo ha dichiarato su Wilder: "Non andavo più d'accordo con lui. Avevo detto che non avrei registrato un altro album con lui nel gruppo...". Tuttavia nel 2010 Alan Wilder si è unito ai suoi ex compagni per un concerto di beneficenza, suonando con Gore il brano Somebody, e ha avuto l'occasione di riabbracciarsi con i due superando le tensioni che avevano avuto in passato. La cosa non riguardava Dave Gahan, con il quale Wilder continua a frequentarsi nella vita privata.
In ogni caso, Wilder non ha mai speso parole negative nei confronti dei suoi ex compagni durante le interviste, mostrando sempre rispetto per loro. Dall'altra parte anche Gore e Fletch hanno sempre mostrato rispetto nei confronti del loro ex compagno. Fletch nella band ha sempre coperto il ruolo di tastierista e talvolta bassista, inoltre aiutava Martin Gore nelle armonie vocali (fino al 1994 con Alan Wilder, poi con Peter Gordeno, turnista della band sin dal 2001). Durante i concerti, è rimasto memorabile per il suo clap (clappismo o battito di mani), rigorosamente a tempo con il ritmo di ogni pezzo eseguito, e per i suoi simpatici incitamenti al pubblico.
Nel corso del tempo Fletcher si è ritagliato anche una discreta carriera "solista" come deejay, proponendo i suoi DJ-set in varie discoteche e festival dance internazionali; nel repertorio dei dischi suonati vi sono naturalmente varie canzoni dei Depeche, compresi i remix degli ultimi 20 anni, ma anche tracce dance, techno e drum 'n' bass. 

### Morte
Muore improvvisamente nel sonno il 26 maggio 2022, all'età di 60 anni, a causa di una dissecazione aortica. Il decesso del musicista viene annunciato dai compagni del gruppo.

## Vita privata
Fletcher era un abile giocatore di scacchi, e fu pubblicamente riconosciuto come tale all'inizio degli anni ottanta. Sposò la sua fidanzata di lunga data Gráinne Mullan il 16 gennaio 1991 e la coppia ha avuto due figli: Megan e Joe. Durante gli anni novanta, Fletcher ha posseduto un ristorante chiamato Gascogne in Blenheim Terrace nel quartiere di St John's Wood a Londra.

## Discografia

### Con i Depeche Mode
- 1981 – Speak & Spell
- 1982 – A Broken Frame
- 1983 – Construction Time Again
- 1984 – Some Great Reward
- 1986 – Black Celebration
- 1987 – Music for the Masses
- 1990 – Violator
- 1993 – Songs of Faith and Devotion
- 1997 – Ultra
- 2001 – Exciter
- 2005 – Playing the Angel
- 2009 – Sounds of the Universe
- 2013 – Delta Machine
- 2017 – Spirit

## Filmografia
- 101, regia di D. A. Pennebaker (1989)